# Giuseppe Mulè

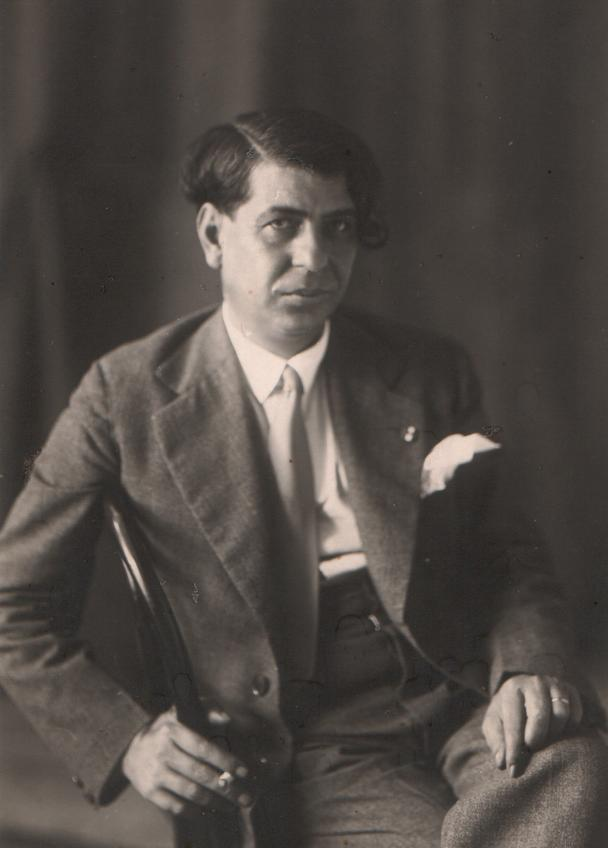
Giuseppe Mulè

Giuseppe Mulè (* 28. Juni 1885 in Termini Imerese; † 10. September 1951 in Rom) war ein italienischer Dirigent, Komponist und Musikpädagoge.

## Leben und Werk
Giuseppe Mulè studierte bei Guglielmo Zuelli am Konservatorium in Palermo. Als 20-Jähriger erwarb er sich hier sein Cellodiplom und etwas später das Kompositionsdiplom. Nach seinem Studium war er zunächst als Violoncellist tätig, bevor er dann für einige Jahre als Konzert- und Operndirigent wirke. Ab 1922 wirkte er als Direktor des Konservatoriums in Palermo. 1926 wurde er Nachfolger Ottorino Respighis als Direktor des Konservatorium Santa Cecilia in Rom, das er bis 1945 leitete. Er wirkte auch als Nationalsekretär der faschistischen Musikergewerkschaft.
Giuseppe Mulè schrieb die symphonische Suite Sicilia (1910), die Tondichtung Vendemmia (1936), Tre canti siciliani für Singstimme und Orchester (1930), das Oratorium Il Cieco di Gerico sowie sechs Opern. Für das griechische Theater in Syrakus schrieb er die Musik für mehrere antike Tragödien (1921 bis 1934). Er schrieb ferner ein Streichquartett sowie Cello- und Violinstücke.